# نانینگوسور
نانینگوسور (نام علمی: Nanningosaurus) نام یک سرده از تیره هادروسارید است.